# NGC 4075
NGC 4075 est une galaxie lenticulaire située dans la constellation de la Vierge à environ 298 millions d'années-lumière. NGC 4075 a été découverte par l'astronome britannique John Herschel en 1828.

## Caractéristiques
Sa vitesse par rapport au fond diffus cosmologique est de 6 905 ± 29 km/s, ce qui correspond à une distance de Hubble de 101,8 ± 7,1 Mpc (∼332 millions d'al).